# Gialaia tamdao
Gialaia tamdao är en insektsart som beskrevs av Andrej Vasiljevitj Gorochov 2001. Gialaia tamdao ingår i släktet Gialaia och familjen syrsor. Inga underarter finns listade i Catalogue of Life.